# Oz Energia
A OZ Energia, SA é uma empresa Portuguesa, pertencente ao Grupo Manuel Champalimaud SGPS, e que se dedica à distribuição de produtos petrolíferos, designadamente Gás Propano e Butano, sendo um dos quatro principais operadores no mercado nacional. Em Portugal continental conta com uma rede de 150 distribuidores. A empresa comercializa também combustíveis rodoviários, combustíveis para aviação nos aeroportos de Lisboa, Porto e Faro e GPL Auto. Opera ainda no negócio de Gás Propano Canalizado. 

## História
Em 2009 a Galp Energia vende ao Grupo Gestmin, SGPS, S.A (atual Grupo Manuel Champalimaud SGPS) os vários negócios e activos anteriormente controlados pelo Grupo ExxonMobil (Esso) e é fundada a Oz Energia, S.A. — a nova marca é apresentada em 2010. Em 2013 é feito o primeiro rebranding com o objetivo de comunicar a portugalidade da marca, adotando-se cores vivas e mais ligadas à sustentabilidade para a pintura das garrafas de gás, acrescentando quatro ícones diferentes que de alguma forma traduzem “o orgulho de ser uma marca portuguesa”. Em 2016 foi reabilitado o negócio de gasóleo na Trafaria optimizando-se as infraestruturas existentes. O aproveitamento de um ativo já existente proporcionou uma nova dinâmica logística e comercial., mantendo-se a disponibilização de tancagem a terceiros. Por esta altura, e com o objectivo de garantir a independência no processo de aquisição de GPL, maior proximidade logística ao mercado e consolidar a sua posição como player de referência, a OZ Energia adquire à Teixeira Duarte a quota que esta detinha na TDArcol (Digal). A Digal opera maioritariamente no segmento de GPL Canalizado, tendo uma rede com mais de 350 km de extensão, apoiada por 400 tanques e diversos casotos que interliga cerca de 60 mil clientes finais. Adicionalmente, distribui a marca OZ Energia no segmento de gás embalado, bem como a Campingaz e a Solahart. Em 2019, a construção de mais quatro reservatórios de GPL representou um importante investimento da OZ Energia aumentando a capacidade em cerca de 1000 ton assegurando assim a independência e segurança de abastecimento aos seus Parceiros e Clientes. Em 2022 é lançada uma nova garrafa de gás butano dirigida ao mercado doméstico e a um segmento de clientes mais exigente. A garrafa Pink é mais leve e ideal para ser utilizada em casa ou no exterior, em qualquer época do ano.

## Terminal daTrafaria
O Terminal foi construído em finais dos anos 60 com o objectivo de armazenar combustíveis e blending de lubrificantes, tirando vantagem da proximidade a Lisboa e do acesso livre de navios. Mais tarde, foram desenvolvidas duas outras unidades: armazenagem de GPL e a linha de enchimento de GPL. O Terminal da Trafaria é um terminal privado para a importação e armazenamento de GPL, Combustíveis e Lubrificantes. A OZ Energia S.A. conta com uma rede de distribuição constituída com cobertura nacional que permite uma maior proximidade ao cliente final e uma maior eficácia nas operações dos nossos parceiros. A linha de enchimento tem capacidade para encher diariamente 6.000 garrafas de propano e butano; e 1.500 garrafas de propano de45 kg. Saem do Terminal da Trafaria uma média diária de 24 camiões de distribuição e, anualmente, são recepcionados cerca de 40 navios de GPL. O Terminal da Trafaria dispõe de uma capacidade de armazenagem de GPL (propano e butano) e combustíveis líquidos de 62.000 m³, distribuídos por esferas, cilindros e tanques. Acresce a armazenagem de produtos embalados de cerca de 1.150 m³.

## Produtos e serviços
A holding OZ Energia S.A. é constituída por: 
- OZ ENERGIA Gás: Distribuição de garrafas de gás propano, butano e GPL Auto.
- OZ ENERGIA Fuels: Comercialização de combustíveis, nomeadamente gasolina 95 e 98, gasóleo simples, gasóleo OZ Plus, gasóleo agrícola e gasóleo de aquecimento.
- OZ ENERGIA Jet: Comercialização de combustíveis de aviação nos aeroportos de Lisboa, Porto e Faro
- OZ ENERGIA Canalizado: Distribuição de gás propano em urbanizações, condomínios e moradias multifamiliares e edifícios colectivos.